# John Y. Brown Sr.
John Young Brown (Condado de Union (Kentucky), 1 de fevereiro de 1900 - Louisville, 16 de junho de 1985) foi um advogado e político norte-americano.

## Vida política
Foi um representante do estado de Kentucky por quase três décadas, servindo um mandato como presidente da Câmara dos Representantes e como líder do plenário da maioria durante o mandato do governador Edward T. Breathitt. Foi eleito para um mandato na Câmara dos Representantes dos Estados Unidos no período de 4 de março de 1933 a 3 de janeiro de 1935. O político foi mal sucedido para a nomeação pelo Partido Democrata como candidato para governador de Kentucky em 1939 e como candidato o para o Senado dos Estados Unidos em 1946 e 1966. Ele foi um membro do Partido Democrata.

## Ligações externa
- «John Y. Brown Sr., Biographical Directory of the United States Congress.» (em inglês)
- John Y. Brown Sr. (em inglês) no Find a Grave [fonte confiável?]